# アン・バウル
アン・バウル（An Ba-Ul、ハングル : 안바울、 1994年3月25日- ）は、大韓民国の安養市出身の柔道家。階級は66kg級。身長169cm。

## 経歴
2011年の世界ジュニア60kg級では決勝で高藤直寿に合技で敗れて2位だった。2013年の世界ジュニアでは優勝を飾った。2014年には階級を66kg級に上げると、世界ジュニアの個人戦では2回戦で阿部一二三に指導1で敗れて2連覇を逃すも、団体戦では3位になった。2015年のアジア選手権では決勝で高上智史に背負投で敗れて2位だった。地元で開催されたユニバーシアードでは優勝した。世界選手権では決勝で世界2位であるロシアのミハイル・プリャエフにGSに入ってから反則勝ちを収めて優勝を飾り、世界チャンピオンとなった。2016年にはグランプリ・デュッセルドルフとワールドマスターズで優勝した。リオデジャネイロオリンピックでは、準決勝でそれまで3戦全敗だった海老沼匡と対戦してGSに入ってから有効で破ったが、決勝ではイタリアの伏兵ファビオ・バシレの背負落で一本負けを喫して、まさかの銀メダルに終わった。2017年にはユニバーシアードで2連覇したが、その直後の世界選手権では3回戦でバシレを指導2で破るも、準々決勝ではジョージアのバジャ・マルグベラシビリに技ありで敗れるなどして7位に終わった。2018年のアジア大会では決勝で丸山城志郎を開始早々の背負投で破って優勝した。世界選手権では準決勝で阿部に技ありで敗れて3位だった。2020年のグランドスラム・パリでは決勝で世界2位である同僚の金琳煥に反則勝ちして優勝した。2021年のワールドマスターズでは優勝した。7月に日本武道館で開催された東京オリンピックでは準決勝でマルグベラシビリの技ありで敗れるも、3位決定戦ではイタリアのマヌエル・ロンバルドを背負投で破り、銅メダルを獲得した。2022年の世界選手権では準決勝で丸山に反則負けして3位だった。2023年の世界選手権では準々決勝で丸山に隅返で敗れるなどして5位だった。2024年のパリオリンピックでは3回戦で敗れた。パリオリンピック混合団体では3位決定戦のドイツ戦の代表戦で勝利するなどして、チームの銅メダル獲得に貢献した。
IJF世界ランキングは4911ポイント獲得で、4位(24/7/22現在)。

## 兵役免除に伴う奉仕活動を巡って
2018年11月、アンがサッカーの韓国代表を永久追放された張賢秀に続いて、兵役免除の代わりに行う奉仕活動に関する証明書類の一部を虚偽申告していたことが明らかになった。アンは、リオデジャネイロオリンピックで銀メダルを獲得したことで兵役が免除された代わりに、出身高校で約300時間の奉仕活動を行うことになったが、5月から7月にかけて高校で週3度の奉仕活動を行っていたという書類の内容が虚偽であることが確認された。その期間は高校に出向かず、8月のアジア大会に備えて国家代表選手村に入村していた。韓国の柔道協会はこの件で安を国家代表選手村から追放して、出場予定だったグランドスラム・大阪もキャンセルさせた。その後、柔道協会はアンに対して、2019年1月から6ヶ月に及ぶ国内外の大会への出場停止処分を課した。そのため、3月の代表選考大会に参加できず、8月の世界選手権には出場できなくなった。なお、当初の出場停止期間は1年の予定だったが、アンがすでに一定の奉仕活動に従事しており、また今までの柔道実績も考慮されたことにより、軽減された。しかしながらその後、世界選手権には出場を認められることになったが、ほとんど稽古を積むことができず初戦でモンゴルのヨンドンペレンレイ・バスフーに反則負けを喫した。

## 主な戦績
60kg級での戦績
- 2011年 - 世界ジュニア　2位
- 2013年 - 世界ジュニア　優勝

66kg級での戦績
- 2014年 - 世界ジュニア　団体戦　3位
- 2014年 - グランプリ・チェジュ　2位
- 2014年 - グランドスラム・東京　5位
- 2015年 -　グランプリ・デュッセルドルフ　3位
- 2015年 - ヨーロッパオープン・ワルシャワ　優勝
- 2015年 - アジア選手権　2位
- 2015年 - ユニバーシアード　個人戦　優勝　団体戦　2位
- 2015年 - 世界選手権 優勝
- 2015年 - 世界団体　2位
- 2015年 -　グランドスラム・アブダビ　優勝
- 2016年 -　グランドスラム・パリ　3位
- 2016年 - グランプリ・デュッセルドルフ　優勝
- 2016年 -　ワールドマスターズ　優勝
- 2016年 - リオデジャネイロオリンピック 2位
- 2017年 -　ヨーロッパオープン・ローマ　優勝
- 2017年 -　アジア選手権　優勝
- 2017年 - ユニバーシアード　優勝
- 2017年 -　世界選手権　7位
- 2017年 -　グランドスラム・東京　3位
- 2018年 -　グランドスラム・パリ　優勝
- 2018年 -　グランプリ・フフホト　3位
- 2018年 - アジア大会　優勝
- 2018年 -　世界選手権　3位
- 2019年 -　グランドスラム・アブダビ　3位
- 2020年 -　グランプリ・テルアビブ　優勝
- 2020年 -　グランドスラム・パリ　優勝
- 2021年 -　ワールドマスターズ　優勝
- 2021年 -　グランドスラム・タシケント　優勝
- 2021年 -　アジア・オセアニア選手権　2位
- 2021年 -　東京オリンピック　3位
- 2022年 -　グランプリ・アルマダ 3位
- 2022年 -　グランドスラム・パリ 2位
- 2022年 -　世界選手権　3位
- 2023年 -　グランプリ・アルマダ　2位
- 2023年 -　世界選手権　5位
- 2023年 -　ワールドマスターズ　3位
- 2023年 - アジア大会　3位
- 2024年 -  パリオリンピック混合団体 3位

(出典、JudoInside.com)